# Harrington (Washington)
Harrington ist eine Kleinstadt mit dem Status City im Lincoln County im US-Bundesstaat Washington. Zum United States Census 2020 hatte Harrington 429 Einwohner. Es wurde nach W. P. Harrington, einem Banker aus Colusa (Kalifornien) benannt, der viel in die lokalen Grundstücke investiert hatte. Das Motto der Stadt lautet „Where life is good and people care“ (dt. etwa „Wo das Leben gut ist und die Menschen sich kümmern“).

## Geschichte
Harrington wurde 1879 erstmals von Adam und Jacob Ludy besiedelt. Die Stadt wurde am 17. April 1902 offiziell als solche anerkannt.
Das Harrington Bank Block & Opera House ist seit 2. Oktober 1992 im National Register of Historic Places aufgeführt.

## Geographie
Nach dem United States Census Bureau nimmt die Stadt eine Gesamtfläche von 0,98 Quadratkilometern ein, worunter sich keine Wasserflächen befinden.

### Klima
Nach der Klimaklassifikation nach Köppen und Geiger hat Harrington ein sommerwarmes feuchtes Kontinentalklima (abgekürzt „Dsb“).
|                        | Jan    | Feb    | Mär    | Apr   | Mai   | Jun   | Jul   | Aug   | Sep   | Okt    | Nov    | Dez    |   |        |
| Mittl. Temperatur (°C) | −3,03  | 0,08   | 4,03   | 7,58  | 11,67 | 15,39 | 18,97 | 18,72 | 14,33 | 7,94   | 1,61   | −2,89  | ⌀ | 7,9    |
| Mittl. Tagesmax. (°C)  | 13,89  | 16,67  | 21,67  | 31,67 | 35,00 | 37,22 | 38,89 | 39,44 | 36,67 | 30,56  | 18,33  | 13,89  | ⌀ | 27,9   |
| Mittl. Tagesmin. (°C)  | −31,11 | −31,11 | −18,33 | −9,44 | −8,33 | −4,44 | −2,78 | −2,22 | −7,22 | −20,00 | −28,89 | −31,67 | ⌀ | −16,2  |
|                        |        |        |        |       |       |       |       |       |       |        |        |        |   |        |
| Niederschlag (mm)      | 35,81  | 26,42  | 30,48  | 24,89 | 29,72 | 23,37 | 13,21 | 11,18 | 13,21 | 23,11  | 41,91  | 47,75  | Σ | 321,06 |
|                        |        |        |        |       |       |       |       |       |       |        |        |        |   |        |
| Regentage (d)          | 10     | 8      | 9      | 7     | 7     | 6     | 4     | 4     | 4     | 6      | 11     | 11     | Σ | 87     |

| −31,11 |

| −31,11 |

| −18,33 |

| −9,44 |

| −8,33 |

| −4,44 |

| −2,78 |

| −2,22 |

| −7,22 |

| −20,00 |

| −28,89 |

| −31,67 |

| −31,11 |

| −31,11 |

| −18,33 |

| −9,44 |

| −8,33 |

| −4,44 |

| −2,78 |

| −2,22 |

| −7,22 |

| −20,00 |

| −28,89 |

| −31,67 |

## Demographie

### Census 2000
Nach der Volkszählung von 2000 gab es in Harrington 426 Einwohner, 187 Haushalte und 115 Familien. Die Bevölkerungsdichte betrug 432,8 pro km². Es gab 235 Wohneinheiten bei einer mittleren Dichte von 238,8 pro km².
Die Bevölkerung bestand zu 97,18 % aus Weißen, zu 1,41 % aus Indianern, zu 0,23 % aus Asiaten, und zu 1,17 % aus zwei oder mehr „Rassen“. Hispanics oder Latinos „jeglicher Rasse“ bildeten 0,94 % der Bevölkerung.
Von den 187 Haushalten beherbergten 27,3 % Kinder unter 18 Jahren, 51,9 % wurden von zusammen lebenden verheirateten Paaren, 7 % von alleinerziehenden Müttern geführt; 38 % waren Nicht-Familien. 36,4 % der Haushalte waren Singles und 15 % waren alleinstehende über 65-jährige Personen. Die durchschnittliche Haushaltsgröße betrug 2,25 und die durchschnittliche Familiengröße 2,92 Personen.
Der Median des Alters in der Stadt betrug 43 Jahre. 25,6 % der Einwohner waren unter 18, 4,2 % zwischen 18 und 24, 22,3 % zwischen 25 und 44, 25,1 % zwischen 45 und 64 und 22,8 65 Jahre oder älter. Auf 100 Frauen kamen 100 Männer, bei den über 18-Jährigen waren es 98,1 Männer auf 100 Frauen.
Alle Angaben zum mittleren Einkommen beziehen sich auf den Median. Das mittlere Haushaltseinkommen betrug 29.792 US$, in den Familien waren es 45.000 US$. Männer hatten ein mittleres Einkommen von 30.625 US$ gegenüber 16.563 US$ bei Frauen. Das Pro-Kopf-Einkommen betrug 17.744 US$. Etwa 3,8 % der Familien und 12 % der Gesamtbevölkerung lebte unterhalb der Armutsgrenze; das betraf 7,7 % der unter 18-Jährigen und 7,7 % der über 65-Jährigen.

### Census 2010
Nach der Volkszählung von 2010 gab es in Harrington 424 Einwohner, 184 Haushalte und 119 Familien. Die Bevölkerungsdichte betrug 430,8 pro km². Es gab 219 Wohneinheiten bei einer mittleren Dichte von 222,5 pro km².
Die Bevölkerung bestand zu 92,7 % aus Weißen, zu 0,9 % aus Afroamerikanern, zu 3,5 % aus Indianern, zu 0,7 % aus anderen „Rassen“ und zu 2,1 % aus zwei oder mehr „Rassen“. Hispanics oder Latinos „jeglicher Rasse“ bildeten 2,8 % der Bevölkerung.
Von den 184 Haushalten beherbergten 25 % Kinder unter 18 Jahren, 52,2 % wurden von zusammen lebenden verheirateten Paaren, 9,2 % von alleinerziehenden Müttern und 3,3 % von alleinstehenden Vätern geführt; 35,3 % waren Nicht-Familien. 32,6 % der Haushalte waren Singles und 15,2 % waren alleinstehende über 65-jährige Personen. Die durchschnittliche Haushaltsgröße betrug 2,3 und die durchschnittliche Familiengröße 2,87 Personen.
Der Median des Alters in der Stadt betrug 46,1 Jahre. 22,4 % der Einwohner waren unter 18, 5,9 % zwischen 18 und 24, 18,9 % zwischen 25 und 44, 29,2 % zwischen 45 und 64 und 23,6 65 Jahre oder älter. Von den Einwohnern waren 47,4 % Männer und 52,6 % Frauen.

## Persönlichkeiten
- Darol Froman (1906–1997), Physiker, Deputy Director des Los Alamos National Laboratory von 1951 bis 1962, geboren in Harrington
- George Frederick McKay (1899–1970), Komponist, geboren in Harrington
- Robert D. Timm (1921–2016), Politiker, 1951–1957 Abgeordneter im Repräsentantenhaus von Washington, geboren in Harrington